# ミドリちゃん
ミドリちゃん（11月4日 - ）は、大阪府出身のタレント・舞台女優・スタイリスト。所属事務所は松竹芸能。

## 人物
- 血液型は、B型。
- 趣味・特技は、フラダンス・薔薇菜園。
- スタイリストとして過去に東京パフォーマンスドールのコンサート衣装、テレビではよゐこのスタイリング等を手掛けていた。
- 舞台女優として1996年に旗揚げした「七面鳥歌劇団」の全作品に出演。共演者には東京スカパラダイスオーケストラの大森はじめや堂島孝平、ギタリストの寺師徹、まんが家の井口真吾などがいる。
- 2004年に元オホホ商会（WAHAHA本舗）を退団した大地輪子とユニット劇団「女王陛下」を結成。以来、全作品に出演している。
- 2000年〜2001年にかけて、めちゃイケでは、「PM8（メンバーの一部が知り合った「新しい波」から放送当時までの8年間をまとめる為のコーナー）」をやっていたのだが、そこで本田みずほの友人で素人（但し、上記のようによゐことは顔見知りだったのかもしれない）として出演していた。

　内容は極楽とんぼ・加藤浩次がとぶくすり時代に、「ホモのスナックでバイト」をしたという内容をカミングアウトした事をネタにし、「現在でもホモなのか？」という検証を行なった。
　当時、仕事が無くて（吉本から干されて）キャバ嬢をしていた本田みずほの友人に話を聞きたいと思ったスタッフは、みずほと頻繁に会っている男性（当初彼氏、つまり同棲相手だと思われていた）として尾行した際、この男性がゲイバーの店に行った為に、過去のホモ疑惑を掘り起こされた加藤が潜入捜査を行った。その際、酒を飲み上機嫌になり、最終的に泥酔した加藤は、「この女いい女だ」と言い放ち、ロケバスに彼女を連れては思いっきりキスをする暴挙に出た（ネタなのかもしれない）。その“女”というのが、現在のミドリちゃんであった。当時は素人だと紹介されているが、素人とは思えないテレビ的な喋りや、メンバーの中でも異彩を放つキャラクターは独特のものを持っていた。
　その後、加藤浩次のホモ関連のコーナー（男だらけのあいのり）にした際にも、ミドリちゃんとして出演している。また、めちゃイケ大百科事典にも載っている。
あだ名は メルヘンおじさん。
Tシャツなどデザインセンスは抜群で数々のヒット作品を生み出す一方で人狼はかなり弱い。
納得出来ない事にはとことん向き合う真っ直ぐな性格でたまにadobeカスタマーサポートにまで噛みついてしまう時がある。

## 出演

### テレビ
- めちゃめちゃイケてるッ！　－　2000年〜2001年（本田みずほの友人役・加藤浩次のホモ関連のコーナーに出演）
- 「再婚したいオトコたち」フジテレビ系列　2007年12月6日
- 「ぴーかんテレビ」《お家プライス鑑定団》東海テレビ　2007年9月〜
- イツザイ（テレビ東京） - 2008年10月『ハッスル・第2のインリン様オーディション』

### ラジオ
- イマドキッC（コレクション）土曜日 （MBSラジオ、2007年10月6日〜2008年3月29日）
- イマドキッ土曜日 （MBSラジオ、2008年4月5日〜2009年4月12日）